# Dave Mello
Dave Mello (1969) was de drummer van de ska punkband Operation Ivy. Toen in 1989 de band na twee jaar uit elkaar viel, heeft hij nog in Downfall en Schlong gedrumd.
Tegenwoordig is hij de eigenaar van een muziekwinkel in South Lake Tahoe. Hij verschijnt ook regelmatig in de All Ages Punk Club met zijn huidige bands The Bowel-Tones en Jew Driver. Tevens doet hij nog wat optredens met zijn oude band Schlong.